# 漫友文化

漫友杂志标志

《漫友》杂志创刊于2002年5月，是中国一份漫画杂志，於每月上下旬分别出刊《漫友·漫画100》、《漫友·动画100》。相对应的，分别介绍漫画、动画方面的最新动态和优秀作品。
2004年漫友杂志社创立了金龙奖，鼓励华语原创漫画动画，此奖项为中国大陆第一个同类奖项。
2008年4月，《漫友·少年S》创刊，区别于其他两刊以资讯为主要内容的特点，该刊完全以原创漫画连载为主要内容，致力于推广中国大陆的原创少年漫画市场。
2015至今将《血族》作者艾欧缠陷版权纠纷，起因为漫友不愿允许艾欧另择刊连载《血族Bloodline》，却因无决定性证据支持漫友对《血族Bloodline》的权利缠斗至今。其诉讼手法类似专利流氓，但因合同条款不清，是非难分。

## 漫画世界
其旗下的《漫画世界》，被认为是2005年漫友文化的重大战略举措。

### 主要特色
杂志的主流读者群为青少年。由台湾漫画家敖幼祥和他的徒弟陈晓韵、李思阳等人和马来西亚漫画家张家辉，香港漫画家姜智杰、童亦名，金龙奖获得者李尧、朱斌，中国著名漫画家十九番等奉献力量与作品。

### 连载作品
以下出现的是《漫画世界》现在连载、以前连载和未来将会连载的漫画作品。
| 作品名称                            | 作者                     | 连载状态                            | 备注                           |
| ----------------------------------- | ------------------------ | ----------------------------------- | ------------------------------ |
| 《将夜》                            | KENG/猫腻编绘            |                                     |                                |
| 《兔子帮》                          | 十九番 编绘              | 共36卷，已停载(2015-01-01)          |                                |
| 《手机少年》                        | 茗卡通 暴雨 编绘         | 共225回，已完结                     |                                |
| 《泡面超人》                        | 陈晓韵 编绘/ 敖幼祥 监制 | 已完结，共十卷                      |                                |
| 《乌龙院大长篇 活宝》               | 敖幼祥 编绘              | 已完結，共四十三卷                  |                                |
| 《爆笑校园》                        | 朱斌 编绘                | 目前58册 连载中                     |                                |
| 《金属狂热团》                      | 童亦名 编绘              |                                     |                                |
| 《秀逗高校》                        | 张家辉 编绘              |                                     |                                |
| 《秀逗海盗》                        | 刘成文 编绘              | 已完结，共六卷                      |                                |
| 《抽筋神探》                        | Gwemo鸡毛 编绘           | 已完结，共八册                      |                                |
| 《无赖熊猫》                        | 周洪滨 编绘              |                                     |                                |
| 《御使学堂》                        | 北城漫画 编绘            | 已完结                              |                                |
| 《最终游戏》                        | doggii 编绘 姚非拉监制   | 第一章节完结                        |                                |
| 《小小星球》                        | 唐寅 编绘                | 第一部已完结                        |                                |
| 《翻滚吧班长》                      | 蔡晓伟 编绘              |                                     |                                |
| 《超贱日志》（原《MY GOD MY DOG》） | 谢超 编绘                | 共70话，已完结                      |                                |
| 《逐鹿法则》                        | CPU/七月初七 编绘        |                                     |                                |
| 《森巴 (漫画)》                     | 姜智杰 编绘              | 2005版AMIGO完结，2008版FAMILY连载中 |                                |
| 《李小猫传奇》                      | 刘成文 编绘              | 共7卷，已完结                       |                                |
| 《破妖小呆龙》                      | 李尧 编绘                | 第一部完结，第二部连载中李尧 编绘   |                                |
| 《战斗小护士》                      | 李思阳 编绘/敖幼祥 监制  | 第一部完结，第二部策划筹备中        |                                |
| 《时空幽客》                        | 奥冬/兰兰 编绘           | 2009年停载，目前正在连载            |                                |
| 《西游大灌篮》                      | 阿汉 编绘                | 已完结                              |                                |
| 《热血臭豆腐》                      | KK编绘                   | 已完结                              |                                |
| 《维C日记》                         | KK 编绘                  | 已完结                              |                                |
| 《宠物超人》                        | 赖有贤/吴春 编绘         | 已完结                              |                                |
| 《小和尚》                          | 赖有贤 编绘              | 已停载                              |                                |
| 《宅女革命》                        | 莫莫 编绘                | 已停载                              |                                |
| 《美食大作战》                      | 昱文 编绘                | 已完结                              |                                |
| 《宠物代理人》                      | 山竹蜚蠊 编绘            | 已完结                              |                                |
| 《乌龙院三十六计》                  | 敖幼祥 编绘              |                                     | 只连载了《暗度陈仓》，作为推荐 |
| 《MY GOD MY DOG》                   | 谢超 编绘                |                                     | 2010年改版为《超贱日志》       |
| 《怪怪大冒险》                      | 李思阳 编绘              | 2011年第1期开始连载                 |                                |
| 《超级乌龙院》                      | 敖幼祥                   | 于2004年4月15日上市                 |                                |